# Arcidiocesi di Nueva Pamplona
L'arcidiocesi di Nueva Pamplona (in latino: Archidioecesis Neo-Pampilonensis) è una sede metropolitana della Chiesa cattolica in Colombia. Nel 2023 contava 208.300 battezzati su 225.300 abitanti. È retta dall'arcivescovo Jorge Alberto Ossa Soto.

## Territorio
L'arcidiocesi comprende 18 comuni del dipartimento colombiano di Norte de Santander: Bochalema, Pamplona, Salazar de Las Palmas (eccetto il distretto di El Carmen de Nazareth che appartiene alla diocesi di Cúcuta), Cucutilla, La Esperanza (eccetto i distretti di La Pedregosa e Pueblo Nuevo che appartengono alla diocesi di Ocaña), Labateca, Cácota, Arboledas, Cáchira, Pamplonita, Santo Domingo de Silos, Herrán, Toledo (eccetto il distretto di Gibraltar che appartiene alla diocesi di Arauca), Durania, Mutiscua, Chinácota, Chitagá e Ragonvalia.
Sede arcivescovile è la città di Pamplona, dove si trova la cattedrale di Santa Chiara.
Il territorio si estende su una superficie di 6.571 km² ed è suddiviso in 36 parrocchie, raggruppate in 7 arcipresbiterati: San Pedro, Nuestra Señora de las Angustias, San Juan Bautista, Sagrado Corazón de Jesús, San Pablo, San Pio X, Nuestra Señora del Carmen.

### Provincia ecclesiastica
La provincia ecclesiastica di Nueva Pamplona, istituita nel 1956, comprende 4 suffraganee:
- diocesi di Arauca,
- diocesi di Cúcuta,
- diocesi di Ocaña,
- diocesi di Tibú.

## Storia
La diocesi di Nueva Pamplona fu eretta il 25 settembre 1835 con la bolla Coelestem agricolam di papa Gregorio XVI, ricavandone il territorio dall'arcidiocesi di Santafé en Nueva Granada (oggi arcidiocesi di Bogotà), di cui fu resa originariamente suffraganea.
José Jorge Torres Estans fu il primo vescovo della diocesi e istituì il seminario diocesano.
Successivamente cedette a più riprese porzioni del suo territorio a vantaggio dell'erezione di nuove circoscrizioni ecclesiastiche e precisamente:
- la diocesi di Socorro (oggi diocesi di Socorro e San Gil) il 20 marzo 1895;
- la prefettura apostolica di Río Magdalena (oggi diocesi di Barrancabermeja) il 20 aprile 1928;
- la prefettura apostolica di Labateca il 15 giugno 1945;
- la prelatura territoriale di Bertrania en el Catatumbo (oggi diocesi di Tibú) il 1º agosto 1951;
- la diocesi di Bucaramanga (oggi arcidiocesi) il 17 dicembre 1952.

Nel 1956 ha ceduto un'altra porzione del suo territorio a vantaggio dell'erezione della diocesi di Cúcuta, ma si è anche ingrandita con il territorio della soppressa prefettura apostolica di Labateca. Il 29 maggio dello stesso anno è stata elevata al rango di arcidiocesi metropolitana con la bolla Dum rerum humanarum di papa Pio XII.

## Cronotassi dei vescovi
Si omettono i periodi di sede vacante non superiori ai 2 anni o non storicamente accertati.
- José Jorge de Torres y Estans † (21 novembre 1836 - 19 aprile 1853 deceduto)
  - Sede vacante (1853-1856)
- José Luis Niño † (27 maggio 1856 - 12 febbraio 1864 deceduto)
- Bonifacio Antonio Toscano † (16 dicembre 1864 - 18 novembre 1873 dimesso[1])
- Indalecio Barreto † (16 gennaio 1874 - 20 marzo 1875 deceduto)
- Ignacio Antonio Parra † (17 settembre 1875 - 21 febbraio 1908 deceduto)
- Evaristo Blanco † (27 marzo 1909 - 15 settembre 1915 deceduto)
- Rafael Afanador y Cadena † (5 giugno 1916 - 29 maggio 1956 dimesso[2])
- Bernardo Botero Álvarez, C.M. † (29 maggio 1956 - 28 giugno 1959 deceduto)
- Aníbal Muñoz Duque † (3 agosto 1959 - 27 marzo 1968 nominato arcivescovo coadiutore di Bogotà)
- Alfredo Rubio Díaz † (27 marzo 1968 - 28 febbraio 1978 ritirato)
- Mario Revollo Bravo † (28 febbraio 1978 - 25 giugno 1984 nominato arcivescovo di Bogotà)
- Rafael Sarmiento Peralta † (12 gennaio 1985 - 21 giugno 1994 ritirato)
- Víctor Manuel López Forero † (21 giugno 1994 - 27 giugno 1998 nominato arcivescovo di Bucaramanga)
- Gustavo Martínez Frías † (18 marzo 1999 - 29 agosto 2009 deceduto)
- Luis Madrid Merlano (30 marzo 2010 - 6 giugno 2018 dimesso)
- Jorge Alberto Ossa Soto, dal 15 ottobre 2019

## Statistiche
L'arcidiocesi nel 2023 su una popolazione di 225.300 persone contava 208.300 battezzati, corrispondenti al 92,5% del totale.
| anno | popolazione | popolazione | popolazione | presbiteri | presbiteri | presbiteri | presbiteri                | diaconi | religiosi | religiosi | parrocchie |
| anno | battezzati  | totale      | %           | numero     | secolari   | regolari   | battezzati per presbitero | diaconi | uomini    | donne     | parrocchie |
| ---- | ----------- | ----------- | ----------- | ---------- | ---------- | ---------- | ------------------------- | ------- | --------- | --------- | ---------- |
| 1950 | 645.960     | 646.471     | 99,9        | 195        | 130        | 65         | 3.312                     |         | 36        | 174       | 65         |
| 1966 | 165.252     | 165.627     | 99,8        | 76         | 68         | 8          | 2.174                     |         | 19        | 229       | 24         |
| 1970 | 149.500     | 150.000     | 99,7        | 69         | 66         | 3          | 2.166                     |         | 5         | 125       | 25         |
| 1976 | 145.000     | 150.000     | 96,7        | 52         | 52         |            | 2.788                     |         |           | 154       | 26         |
| 1980 | 238.284     | 250.920     | 95,0        | 49         | 49         |            | 4.862                     |         |           | 155       | 26         |
| 1990 | 292.596     | 303.600     | 96,4        | 47         | 47         |            | 6.225                     |         |           | 128       | 27         |
| 1999 | 221.926     | 234.967     | 94,4        | 63         | 63         |            | 3.522                     |         |           | 90        | 29         |
| 2000 | 210.000     | 234.967     | 89,4        | 65         | 65         |            | 3.230                     |         |           | 95        | 34         |
| 2001 | 205.000     | 213.042     | 96,2        | 71         | 71         |            | 2.887                     |         |           | 92        | 34         |
| 2002 | 201.529     | 210.000     | 96,0        | 72         | 72         |            | 2.799                     |         |           | 89        | 34         |
| 2003 | 197.944     | 203.596     | 97,2        | 68         | 68         |            | 2.910                     |         |           | 111       | 34         |
| 2004 | 192.207     | 197.594     | 97,3        | 67         | 67         |            | 2.868                     |         |           | 79        | 34         |
| 2013 | 211.300     | 221.000     | 95,6        | 70         | 70         |            | 3.018                     |         |           | 92        | 36         |
| 2016 | 210.240     | 217.140     | 96,8        | 69         | 69         |            | 3.046                     |         |           | 78        | 36         |
| 2019 | 215.000     | 225.700     | 95,3        | 72         | 72         |            | 2.986                     |         |           | 63        | 36         |
| 2021 | 213.300     | 237.000     | 90,0        | 74         | 74         |            | 2.882                     |         |           | 65        | 36         |
| 2023 | 208.300     | 225.300     | 92,5        | 82         | 82         |            | 2.540                     |         |           | 63        | 36         |